# Antirrhinum grosii
Antirrhinum grosii là một loài thực vật có hoa trong họ Mã đề. Loài này được Font Quer mô tả khoa học đầu tiên năm 1925.